# 호남고속철도
호남고속철도(湖南高速鐵道)는 행신역, 용산역, 수서역에서 광주송정역, 목포역, 여수엑스포역을 잇는 KTX, SRT의 운행 계통이다.
2004년 4월 1일 경부고속철도 개통과 함께 기존 호남선에도 KTX를 투입했지만 고속선이 아니기 때문에 사실상 제 속도를 내지는 못했다. 2015년 4월 2일 호남고속선 1단계 구간인 오송 ~ 광주송정 구간이 개통되어 정식 운행되고 있다. 차량기지는 수도권철도차량정비단, 호남철도차량정비단을 활용한다.

## 연혁
- 2009년 4월 2일 : 1단계 오송 ~ 광주송정 구간 착공[1]
- 2015년 4월 2일 : 1단계 오송 ~ 광주송정 구간 개통
- 2019년 12월 : 2단계 광주송정 ~ 목포 구간 착공

## 경유 노선
경부고속선을 경유해 호남고속선을 이용하는 운행 계통이다. 구체적으로는 다음 표를 참조하라. 서대전 경유 열차는 용산부터 익산까지 각각 경부고속철도 호남선을 경유하여 운행한다.
| 노선명                  | 지점 |
| ----------------------- | ---- |
| 경의선                  | 행신 |
| 경의선                  | 용산 |
| 경부선                  |      |
| 금천구청역의 남측       |      |
| 시흥연결선 · 경부고속선 |      |
| 광명                    |      |
| 경부고속선              |      |
| 천안아산                |      |
| 오송역의 북측           |      |
| 분기선 · 호남고속선     |      |
| 오송                    |      |
| 호남고속선              |      |
| 공주                    |      |
| 익산                    |      |
| 정읍                    |      |
| 광주송정                |      |
| 호남선                  |      |
| 나주                    |      |
| 목포                    |      |

## 역 목록
- 경유 노선은 경유 노선 문단을 참고.

### 경의 - 경부(고속선) - 호남(고속선) 운행 계통
| 노선       | 역명                | 로마자 역명                  | 한자 역명           | 접속 노선                                                                            | 역간 거리 | 누적 거리 | 소재지         | 소재지 |
| ---------- | ------------------- | ---------------------------- | ------------------- | ------------------------------------------------------------------------------------ | --------- | --------- | -------------- | ------ |
| 경의선     | 행신                | Haengsin                     | 幸信                | ● 수도권 전철 경의·중앙선                                                            | -         | -14.9     | 경기도         | 고양시 |
| 경부선     | 서울                | Seoul                        |                     | ● 수도권 전철 1호선 ● 수도권 전철 4호선 ● 수도권 전철 경의·중앙선 ● 인천국제공항철도 | 14.9      | -3.2      | 서울특별시     | 용산구 |
| 경부선     | 용산                | Yongsan                      | 龍山                | 용산선 경원선 ● 수도권 전철 1호선 ● 수도권 전철 경의·중앙선                          | 3.2       | 0.0       | 서울특별시     | 용산구 |
| 경부고속선 | 광명                | Gwangmyeong                  | 光明                | ● 수도권 전철 1호선                                                                  | 18.8      | 18.8      | 경기도         | 광명시 |
| 경부고속선 | 천안아산 (온양온천) | Cheonan-Asan (Onyangoncheon) | 天安牙山 (溫陽溫泉) | 장항선 (● 수도권 전철 1호선) (아산역)                                                | 74.0      | 92.8      | 충청남도       | 아산시 |
| 경부고속선 | 오송                | Osong                        | 五松                | 경부고속선 충북선 오송선                                                             | 28.7      | 121.4     | 충청북도       | 청주시 |
| 호남고속선 | 공주                | Gongju                       | 公州                |                                                                                      | 43.8      | 165.2     | 충청남도       | 공주시 |
| 호남고속선 | 익산                | Iksan                        | 益山                | 전라선 장항선                                                                        | 46.0      | 211.2     | 전북특별자치도 | 익산시 |
| 호남고속선 | 정읍                | Jeongeup                     | 井邑                |                                                                                      | 42.1      | 253.3     | 전북특별자치도 | 정읍시 |
| 호남고속선 | 광주송정            | Gwangjusongjeong             | 光州松汀            | 광주선 경전선 ● 광주 도시철도 1호선 (광주송정역)                                     | 50.5      | 303.8     | 광주광역시     | 광산구 |
| 호남선     | 나주                | Naju                         | 羅州                |                                                                                      | 15.8      | 319.6     | 전라남도       | 나주시 |
| 호남선     | 목포                | Mokpo                        | 木浦                |                                                                                      | 51.0      | 370.6     | 전라남도       | 목포시 |

### 호남선 서대전 · 계룡 · 논산 경유
| 노선          | 역명     | 로마자 역명      | 한자 역명 | 접속 노선                                        | 역간 거리 | 누적 거리 | 소재지         | 소재지 |
| ------------- | -------- | ---------------- | --------- | ------------------------------------------------ | --------- | --------- | -------------- | ------ |
| ↑ 오송역 방면 |          |                  |           |                                                  |           |           |                |        |
| 호남선        | 서대전   | Seodaejeon       | 西大田    |                                                  | 36.2      | 157.6     | 대전광역시     | 중구   |
| 호남선        | 계룡     | Gyeryong         | 鷄龍      |                                                  | 19.7      | 177.3     | 충청남도       | 계룡시 |
| 호남선        | 논산     | Nonsan           | 論山      |                                                  | 25.4      | 202.7     | 충청남도       | 논산시 |
| 호남선        | 익산     | Iksan            | 益山      | 호남고속선 전라선 장항선                         | 37.1      | 239.8     | 전북특별자치도 | 익산시 |
| 호남선        | 김제     | Gimje            | 金堤      |                                                  | 14.4      | 254.2     | 전북특별자치도 | 김제시 |
| 호남선        | 정읍     | Jeongeup         | 井邑      |                                                  | 20.2      | 274.4     | 전북특별자치도 | 정읍시 |
| 호남선        | 장성     | Jangseong        | 長城      |                                                  | 31.4      | 305.8     | 전라남도       | 장성군 |
| 호남선        | 광주송정 | Gwangjusongjeong | 光州松汀  | 광주선 경전선 ● 광주 도시철도 1호선 (광주송정역) | 21.9      | 327.7     | 광주광역시     | 광산구 |
| 호남선        | 나주     | Naju             | 羅州      |                                                  | 15.8      | 343.5     | 전라남도       | 나주시 |
| 호남선        | 목포     | Mokpo            | 木浦      |                                                  | 51.0      | 394.5     | 전라남도       | 목포시 |

### 전라선 운행 계통
| 노선                  | 역명     | 로마자 역명 | 한자 역명 | 접속 노선                | 역간 거리 | 누적 거리 | 소재지         | 소재지 |
| --------------------- | -------- | ----------- | --------- | ------------------------ | --------- | --------- | -------------- | ------ |
| ↑ 공주역, 논산역 방면 |          |             |           |                          |           |           |                |        |
| 전라선                | 익산     | Iksan       | 益山      | 호남고속선 호남선 장항선 | 46.0      | 211.2     | 전북특별자치도 | 익산시 |
| 전라선                | 전주     | Jeonju      | 全州      |                          | 25.5      | 236.7     | 전북특별자치도 | 전주시 |
| 전라선                | 남원     | Namwon      | 南原      |                          | 54.0      | 290.7     | 전북특별자치도 | 남원시 |
| 전라선                | 곡성     | Gokseong    | 谷城      |                          | 17.6      | 308.3     | 전라남도       | 곡성군 |
| 전라선                | 구례구   | Guryegu     | 求禮口    |                          | 20.3      | 328.6     | 전라남도       | 순천시 |
| 전라선                | 순천     | Suncheon    | 順天      |                          | 28.2      | 356.8     | 전라남도       | 순천시 |
| 전라선                | 여천     | Yeocheon    | 麗川      |                          | 25.3      | 382.1     | 전라남도       | 여수시 |
| 전라선                | 여수EXPO | Yeosu-EXPO  | 麗水EXPO  |                          | 9.5       | 391.6     | 전라남도       | 여수시 |

## 호남고속철도 건설에 대한 연선 지역의 반응
호남고속선 시공을 위한 기본 설계는 2006년 11월부터 시작, 2008년 11월 완료되었다. 2008년 11월부터 8개 설계 공구에 대한 실시 설계가 진행되어 2009년 완료되었다. 익산역에서 2009년 7월 24일 착공을 선언하였다. 그러나 오송역, 익산역 구간은 2008년 공사시행업자를 턴키설계로 확정해 공사를 시행하였다. 4개의 시공 공구에 대해서는 2009년 8월 대안설계공고 이후 10월경 사업자를 선정해 광주송정역에서 2009년 12월 4일 착공, 2015년 4월 2일 정식 개통하였다.
호남고속선은 현재 2015년 4월 2일 1단계로 오송 ~ 광주송정 구간이 우선 개통되었고, 2025년 2단계로 광주송정 ~ 목포 구간이 개통될 예정이다. 2단계 사업 중 광주송정 ~ 고막원 구간은 기존 호남선을 고속화하고, 고막원 ~ 목포 구간은 무안국제공항을 경유하는 노선으로 건설될 예정이다.

### 충청권
호남고속철도의 경우 서대전역을 경유하고 있는데 2015년 4월에 오송역 ~ 광주송정역간 전용 고속 신선이 개통이 되어도 대전광역시, 충청남도측에서 기존선 구간 병행 운행을 국토교통부에 요구했다. 이에 대해 기존선을 경유하게 되면 45분이 추가로 소요된다고 광주광역시, 전라남도, 전라북도가 반발하였다. 특히 전라북도 측에서는 서대전역 경유를 철회해야 한다고 주장하였고, 전북상공회의소 측에서 두 개의 노선을 병행 운행하면 고속철도 이용에 큰 불편이 따를 것이라고 주장했다. 충청북도 역시 오송역의 기능이 약화된다며 반대하였다.
공주역의 위치와 역명에 관한 논란도 일어났다. 공주역은 처음에는 4개 위치가 검토되었는데 1안은 세종시내, 2안은 공주시내, 3안은 현위치, 4안은 논산시내였다. 한국철도시설공단 측은 3안이 인접 시군(공주, 부여, 논산)의 중간 위치에 있어 지역 균형 개발 고려를 위해 3안으로 선정했다고 밝혔다. 그러나 호남고속철도 기본계획수립에 참여했던 한국교통연구원 관계자는 너무 정치적으로 결정되었다고 말했다. 세 곳의 시군에서 비슷한 거리에 있다는 위치만 고려했더니, 공주역 주위는 온통 논과 밭이고 공주 시내에서 공주역까지 자가용으로 25~30분이 걸리기 때문이다. 역 이름이 공주역으로 확정되자 논산시와 부여군이 반발하여 3개 시군을 아우르는 이름인 백제역이 더 타당하다고 주장했다.

### 전북권
호남고속철도 익산역은 전라북도 익산시 익산대로 153에 건설되었다. 하지만 익산역은 역사가 확정되기 이전인 2007년에 전주 등 5개 시·군의 중심에 있는 김제지역 쪽으로 옮기자는 일부 사회단체의 주장이 제기되면서 익산시와 격한 대립을 빚기도 했었다. 하지만 2014년 10월에 KTX혁신역사 추진위원회가 KTX역사 위치는 향후 전북의 미래발전을 좌우할 만큼 중요하다며 단순히 개별 시의 발전이 아닌 전북도 모두가 상생하는 방안이 마련돼야 한다고 밝히며, 익산역에서 5km 떨어진 호남고속철도 노선에 있는 김제시 지역으로 140만 이상의 경제권 형성이 가능하다고 말하고 있다.

### 광주권
현재 호남고속철도는 광주역과 목포역으로 이원화되어 있는데 국토교통부가 1도시 1정차역 기준을 세우면서 광주광역시 지역 KTX 정차역이 광주송정역만 정해졌다. 광주송정역으로 일원화되면 시종착역이 목포역으로 일원화 되기 때문에 배차와 운용이 편해진다. 이에 대해 광주광역시도 찬성했으나, 광주광역시 북구 의회가 반발하여 광주역에도 KTX가 정차해야 된다고 주장하여 광주지역 KTX정차역 논란이 일어났다.
광주역에 KTX가 들어오지 않을 경우 광주도심 이용 편리성과 구도심 정체가 일어난다며 광주역에도 멈출 것을 주장하였다. 이에 대해 광산구 지역 주민들도 반발하여 이미 일원화가 정해져서 광주송정역 복합환승센터도 짓고 있는 마당에 광주역에 KTX가 멈출 경우엔 그 기능이 축소화 될 것이라고 주장하고 있다. 하지만 국토교통부가 한국교통연구원에 의뢰한 광주역 KTX정차 용역에는 타당성이 없다는 결론을 내렸지만 북구 지역의 편의를 위해 광주광역시가 광주송정역으로 일원화를 하되 일부 열차를 광주역으로 연장하는 최종안을 국토교통부에 제출했다. 현재는 광주송정역에 KTX 정차역이 확정된 상태로 향후 국토교통부측에서 2014년 하반기까지 광주역 진입을 결정할 방안이 검토되었다.
2015년 1월에 한국철도공사와 국토교통부측에서 스위치백 운행 시 안전 문제로 광주역 진입이 제외된 대신 시종착역을 광주송정역으로 최종 결정하였다. 한편 광주역 쇠락과 기존 이용객 환승 불편이 예상되면서 용산역에서 출발해 서대전역 경유 익산역까지 운행하는 KTX를 김제역, 장성역을 거쳐 광주역까지 연장하기 위해 국토교통부에 서한을 보냈다. 그러나 개통 시기까지 2개월이 남지 않는 시점에서 서대전역, 익산역 경유 KTX의 광주역 연장이 수용하기 어렵다는 전망이 있다. 이에 대해 광주광역시의 한 의원은 KTX의 광주역 진입 방안이 없다면 광주역을 아예 폐쇄해야 한다고 주장했다.

### 전남권
광주송정역부터 고막원역까지는 기존 호남선을 230km/h 준고속선으로 개량하며, 그 이후 목포역까지는 노선이 확정되지 않았다. 2006년에 입안된 기본계획에 따르면 광주송정-목포 직결 신선이 건설될 예정이었지만, 이 노선안은 폐기되었다. 기본계획을 변경하기 위해 3가지 안이 검토되었으며, 1안은 나주(고막원)부터 목포까지 신선을 건설하는 것이고, 2안은 무안국제공항을 경유하는 신선을 건설하는 것이고, 3안은 신선 건설 없이 기존선 개량만 하고 함평역과 무안공항을 지선으로 연결하는 방안이다. 2017년 11월, 무안국제공항을 경유하는 노선으로 결정되었으며, 2018년까지 기본계획을 완료할 예정이다.
2안은 광주공항을 대체하기 위해 만들어진 무안공항의 활성화에 크게 기여할 수 있는 대신에, 선형이 크게 휘어지기 때문에 KTX가 제 속도를 내지 못할 가능성이 높다. 3안은 기존선을 개량하는 만큼 가장 사업비가 적고 나주와 무안공항을 모두 연결할 수 있는 대신에, 걸리는 시간이 크게 늘어나 시간이 생명이라는 고속철도의 취지엔 미치지 못한다.

## 논란

### 공사 입찰 담합 논란
2015년 8월 4일 공정거래위원회는 호남고속철도 건설공사 입찰에서 담합한 5개 건설사에 과징금 총 129억 9,200만원을 부과했다고 밝혔다. 대림산업은 입찰 공고가 뜨자 입찰사를 찾아가 영천상주고속도로 공사에 하도급계약을 체결하는 방식으로 들러리를 선 대가를 지불했다. 이런 방법으로 대림산업은 일반 낙찰률 70%에 비해 높은 수치인 공사예정금액의 82.76%인 2,223억 원에 공사를 따냈다.

## 같이 보기
- 한국고속철도
- 경부고속철도